# Social-ecologia
A social-ecologia é uma corrente política que busca “vincular questões sociais e questões ecológicas”.
Teorizada pelo economista francês Éloi Laurent em seu livro Social écologie, publicado em 2011, que propõe, por meio da social-ecologia, “um modelo de economia verde para reduzir as desigualdades, preservar e conservar os recursos naturais (p. 209), a fim de adaptar o sistema capitalista globalizado ao contexto da crise ecológica ".
O acadêmico Michel Gueldry indica que a social-ecologia é uma expressão, entre outras, de "pensamento ecológico" com "simplicidade voluntária" (Pierre Rabhi), ecocomunalismo libertário (Murray Bookchin), ecossocialismo, ecologia política ("no sentido do vasto movimento de esquerda das décadas de 1960 e 1970, Hervé Kempf na França, por exemplo") e até ecologia profunda.